# Fiódor Krasnoshchókov
Fiódor Ivánovich Krasnoshchókov (en ruso: Фёдор Иванович Краснощёков) fue un líder militar cosaco ruso, con el grado de general-mayor.

## Biografía
Nació en 1710 en la familia del atamán de cosacos del Don Iván Krasnoshchókov. Comenzó su servicio militar para el zar de Rusia en 1727, repitiendo los pasos de su padre en sus primeros años. Participó en campañas contra los tártaros más allá del Kubán, en expediciones militares a Kabardia y Persia. Pronto sería nombrado oficial cosaco, recibiendo el mando de un pequeño destacamento, parte de la Hueste del Don.
Combatió en la guerra ruso-turca de 1735-1739, participando en los asedios de Azak y los combates contra el kanato de Crimea y en el Kubán. Junto a su padre, que moriría en la contienda, participaría en la guerra ruso-sueca de 1741-1743. Esta guerra le consagraría entre los líderes militares del Don.
Entre 1746 y 1751 fue comandante de un regimiento de seis mil cosacos sirviendo en la frontera polaca en la ciudad fortificada de Smolensk y en Livonia. En 1755 se le otorgó el rango de brigadier. Krasnoshchókov tuvo su mayor momento de gloria militar durante la guerra de los Siete Años (1756-1763. En el primer año de esta guerra fue nombrado atamán de campaña del Don junto a Danil Yefrémov. Las acciones de Krasnoshchókov, junto a Göritz, fueron destacadas por su valor en el informe del general-mayor Totleben tras la batalla de Kunersdorf, junto a los coroneles Popov, Diachkin y Lukin, el coronel de húsares Maksim Zórich y el príncipe Amilajvari.
En 1763, un año antes de su muerte, recibió el rango de general-mayor, el primero entre los cosacos del Don en ser ascendido hasta este rango. Tras su muerte en 1764 en Cherkask fue enterrado con honores militares.
Krasnoshchókov se casó con Efimiya Fiódorovna Grékova. De este matrimonio nacerían Alekséi y Marfa. Alekséi combatiría en el regimiento de Matvéi Plátov, participaría en el asalto de Izmail y en la Expedición persa de 1796.

## Premios
Krasnoshchókov recibió de Isabel I de Rusia varios regalos entre ellos una medalla de oro con la efigie de la zarina. De Catalina II de Rusia un diploma y un sable de oro, conservado como una reliquia preciada por la familia durante siglos.

## Homenaje
El 26 de agosto de 1904 el 6.º Regimiento de Cosacos del Don fue bautizado como Krasnoshchókov en homenaje al líder militar. Este regimiento era poseedor de la bandera de San Jorge de la Guerra Patriótica de 1812.